# Produkt47
Produkt47 (styl. PRODUKT47) – album muzyczny polskiego rapera Okiego. Został wydany 10 czerwca 2022 roku przez wytwórnię 2020 a dystrybuowany przez Universal Music Polska. Osiągnął 2. pozycję na liście OLiS i uzyskał certyfikat diamentowej płyty w Polsce.
Na płycie udzielili się znani raperzy tacy jak: Taco Hemingway, Sobel, Young Igi czy Paluch.

## Lista utworów
1. „I to jest fakt”
2. „Perły”
3. „Dzielny pacjent” (gościnnie: Sobel, Young Igi)
4. „Jeżyk!”
5. „Albo jest zajebiście albo jest smutno” (gościnnie: Young Igi)
6. „Stado hartów”
7. „Jakie to uczucie?”
8. „Sonic (skit)”
9. „ADHD” (gościnnie: Taco Hemingway)
10. „Od środy do wtorku”
11. „Pieniądze, dziewczyny, zwrotki”
12. „Fresh Water Soda” (gościnnie: Oscar)
13. „Po co ten foch?”(gościnnie: Paluch)
14. „Doja Cat”
15. „Bardziej sobą niż kiedykolwiek”
16. „Total Bandits Polne” (gościnnie: Master Orbit)
17. „Zwariowane melodie”

## Notowania

### Pozycje tygodniowe
| Kraj   | Lista                    | Najwyższa pozycja |
| Polska | OLiS – albumy            | 10                |
| Polska | OLiS – albumy w streamie | 3                 |
| Polska | OLiS – albumy fizyczne   | 31                |

## Certyfikaty i sprzedaż
| Kraj          | Certyfikat       | Sprzedaż |
| ------------- | ---------------- | -------- |
| Polska (ZPAV) | diamentowa płyta | 150 000+ |